# Charles Nicolle
Charles Jules Henry Nicolle (n. 21 septembrie 1866, Rouen, Franța – d. 28 februarie 1936, Tunis, Protectoratul Francez al Tunisiei) a fost bacteriolog francez, laureat al Premiul Nobel pentru Medicină în anul 1928.

## Viața
Charles Nicolle s-a născut la Rouen în septembrie 1866. Tatăl său, Eugéne Nicolle, a fost medic la un spital din localitatea natală, de aceea Charles și frații săi au avut avantajul de a primi o educație timpurie în domeniul biologiei. După absolvirea Liceului Corneille din Rouen, Charles a studiat timp de trei ani la o școală medicală, apoi și-a urmat fratele mai mare, Maurice, și a lucrat la un spital din Paris. În acest timp și-a continuat studiile la Facultatea de Medicină, sub îndrumarea profesorului Albert Gombault, și la Institutul Pasteur alături de profesorul Pierre Émile Roux.
După finalizarea studiilor, și-a susținut, în 1893, lucrarea de doctorat – "Cercetări asupra șancrului moale". S-a întors apoi la Rouen pentru a deveni membru al Facultății de Medicină, iar în 1896 a preluat conducerea Laboratorului Bacteriologic până în 1903. Acesta a fost anul în care i s-a oferit postul de director al Institutului Pasteur din Tunis, Tunisia. A devenit foarte atașat de acest loc și și-a păstrat funcția până la sfârșitul vieții.
Charles Nicolle a fost asociat al Academiei de Medicină din Franța și a fost laureat al Premiului Montyon în 1909, 1912 și 1914. În 1927 a primit Premiul Osiris, iar în 1928 a fost decorat cu o medalie de aur specială la comemorarea Jubileului de Argint din Tunis. Tot cu această ocazie a fost numit și membru al Academiei de Științe din Paris. În 1932 a fost ales profesor în Colegiul Franței. Nicolle a fost cunoscut și ca filozof și ca scriitor. Era descris de Jean Rostand ca fiind "un poet și un realist, un om al viselor și un om al adevărului".
La începutul carierei, Charles Nicolle a făcut investigații în domeniul cancerului și a încercat prepararea unui antidot împotriva difteriei. După sosirea sa în Tunisia, Tunisul a fost recunoscut internațional ca un important centru de cercetare bacteriologică și de producție a vaccinurilor și serurilor împotriva celor mai răspândite boli infecțioase. Nicolle a observat că pacienții molipsitori bolnavi de tifos infectau alte persoane atât în interiorul, cât și în exteriorul spitalului și chiar și hainele lor împrăștiau boala, dar dacă făceau o baie fierbinte și își schimbau hainele, riscul molipsirii dispărea. Astfel, în 1909 a descoperit că febra tifoidă este transmisă de păduchele de corp și a făcut astfel o distincție clară între clasicul tifos epidemic și tifosul marin. Recunoașterea mecanismului de transmitere a febrei tifoide a creat baza pentru măsurile de precauție necesare în combaterea și prevenirea acestei boli în timpul celor două războaie mondiale. Nicolle a adus și importante contribuții în cunoașterea febrei de Malta, pentru care a introdus și vaccinarea preventivă.
Nicolle a încercat să inventeze un vaccin simplu împotriva febrei tifoide, prin pisarea păduchilor și amestecarea lor cu ser din sângele pacienților vindecați, pe care și l-a autoadministrat. Încercarea sa de producere a vaccinului a fost reluată și dusă la bun sfârșit de Rudolf Weigl în 1930.